# Станіслав Сроковський (географ)
Станіслав Юзеф Сроковський (пол. Stanisław Józef Srokowski, 8 липня 1872, с. Венгжце, нині Краківського повіту — 20 серпня 1950, м. Варшава) — польський географ, дипломат, громадський діяч, волинський воєвода з 1 лютого 1923 року по 29 серпня 1924.
Перехід з греко-католицького обряду на римо-католицький, щоб підкреслити своє несприйняття українського національного руху.

## Біографія
Народився 8 липня 1872 року в селі Венгжце поблизу Кракова (пол. Węgrzce, нині ґміна Зельонкі Краківського повіту Малопольського воєводства, Польща).
Навчався у Ягайлонському, Львівському університетах і в Залізничній академії у Пржибрамі.
Займався викладацькою діяльністю у Ряшеві, Львові; у Тернополі викладав у міській учительській семінарії (у 1903—1914 роках).
З весни 1903 по 1914 рік був головою управи Товариства народних шкіл у Тернополі. З 1906 року був головою комісії зі спорудження будинку Товариства народних шкіл на вул. Качали, 1—2 (нині бульв. Шевченка, 1). У 1907—1914 роках за його ініціативи та при допомозі однодумців (зокрема, Яна Заморського) було споруджено Дім людовий та бібліотеку. У 1913 році заснував Подільський музей у Тернополі і був його першим директором.
1908 року після убивства галицького намісника графа Анджея Потоцького оголосив про свій перехід з греко-католицького обряду на римо-католицький, щоб підкреслити своє несприйняття українського національного руху.
Під час Першої світової війни проживав якийсь час у Києві, викладаючи в місцевих польських школах, оскільки остерігався арешту австрійською владою.
З 1919 року служив у Консульському департаменті. Був консулом в Одесі, змінив на цій посаді графа Зенона Беліна Бжозовського. До 1923 року був консулом у Кенігсберзі. У 1923—1924 роках був волинським воєводою. З 1926 року — перший директор Балтійського інституту в Торне.
До початку Другої світової війни був професором Варшавського університету. Після війни став головою Польського географічного товариства.
У 1946—1950 роках Станіслав Сроковський був головою Комісії зі встановлення найменувань місцевостей, яка займалася перейменуванням географічних об'єктів у Повернених Землях.
Помер 20 серпня 1950 року в м. Варшава, похований на Євангелістсько-реформатському цвинтарі цього міста.

### Сім'я
Перша дружина — Станіслава з Коловських (шлюб уклали у Львові 7 липня 1907, їх розлучення було затверджене декретом очільника держави від 3 липня 1919). Друга дружина — Марія Стефанія Батицька (з дому Малицька, 17.4.1892—18.6.1977, шлюб уклали 31 липня 1921 року). Дітей не мав.

## Праці
- Geografia gospodarcza Polski, Wyd. Instytut Społeczny Warszawa 1939
- Geografia gospodarcza ogólna, Wyd. Państwowe Zakłady Wydawnictw Szkolnych Warszawa 1950
- Z dni zawieruchy dziejowej: 1914—1918, Nakładem Księgarni Geograficznej «Orbis» Kraków 1932
- Prusy Wschodnie, Wyd. Państwowe Zakłady Wydawnictw Szkolnych Warszawa 1947
- Z krainy Czarnego Krzyża, Wyd. Pojezierze Olsztyn 1980, ISBN 83-7002-046-1
- Czesi: szkic kulturalno-obyczajowy, Wyd. Hoesicka, Kraków 1898
- Wspomnienia z trzeciego powstania górnośląskiego 1921 r., Wyd. Związek Obrony Kresów Zachodnich Poznań 1926
- Zarys geografii fizycznej ziem polsko-litewsko-ruskich, Wyd. Rady Okręgowej Kijów 1918
- Uwagi o kresach wschodnich, Kraków 1925
- Pomorze Zachodnie, Wyd. Instytut Bałtycki Gdańsk 1947

## Ушанування
- Іменем Станіслава Сроковського 1936 року назвали будинок польського Товариства народних шкіл «Просвітницький дім» у Тернополі та Народний дім в с. Конопківка;[5] нині названі гміна Сроково і село Сроково.